# Закшево (Маковський повіт)
Закшево (пол. Zakrzewo) — село в Польщі, у гміні Карнево Маковського повіту Мазовецького воєводства.
Населення — 251 особа (2011).
У 1975—1998 роках село належало до Цехановського воєводства.

## Демографія
Демографічна структура станом на 31 березня 2011 року:
|          | Загалом | Допрацездатний вік | Працездатний вік | Постпрацездатний вік |
| -------- | ------- | ------------------ | ---------------- | -------------------- |
| Чоловіки | 118     | 34                 | 68               | 16                   |
| Жінки    | 133     | 34                 | 70               | 29                   |
| Разом    | 251     | 68                 | 138              | 45                   |